# ستاره‌ای (سرده)
ستاره‌ای‌ها (نام علمی: Aster) نام یک سرده از تیره کاسنیان است.

## گونه‌ها
- مینای دائم-Aster alpinus